# 山本やよい
山本 やよい（やまもと やよい、1947年3月26日  - ）は、日本の翻訳家。筆名に長谷川 まや(ハセガワ マヤ) 。日本翻訳家協会会員。

## 来歴
岐阜県生まれ。1971年、同志社大学文学部英文科卒。英語の家庭教師を経て結婚。バベル翻訳学校で小泉喜美子、中田耕治のクラスで学ぶ。清水俊二の下訳をへて、1981年、『ミステリマガジン』にジャック・リッチー「カメリアの香り」翻訳を掲載してデビュー。
代表作、サラ・パレツキーのヴィク・シリーズ、ピーター・ラヴゼイ作品他、ミステリの訳書多数。

## 著書
- 『わたしのボスはわたし』（廣済堂出版） 2001

## 訳書
- 『アニー』（リアノー・フライシャー、早川書房、ハヤカワ文庫NV） 1982
- 『クイーンズ・コレクション 1』（エラリイ・クイーン編、共訳、早川書房、ハヤカワ・ミステリ文庫） 1983
- 『あぶない暗号』（アンドリュー・テイラー、早川書房、世界ミステリシリーズ） 1984
- 『アリアドネの糸』（キャロル・クレモー、早川書房、世界ミステリシリーズ） 1984
- 『マスク』（ジョン・ミナハン、早川書房、ハヤカワ文庫NV） 1985
- 『エアロビクス殺人事件』（R・T・エドワーズ,オットー・ペンズラー、早川書房、ハヤカワ・ミステリ文庫 1985
- 『ワインが消える日』（レス・ホウィットン、早川書房、ハヤカワ・ミステリ文庫） 1987
- 『ヴァージンズ』（キャリル・リヴァーズ、早川書房、Hayakawa novels、Novels for her） 1987
- 『砕けちった月』（ケイト・グリーン、早川書房、ハヤカワ・ミステリ文庫） 1988
- 『レインマン』（リアノー・フライシャー、早川書房、ハヤカワ文庫NV） 1989
- 『モルディダ・マン』（ロス・トーマス、早川書房、ハヤカワ文庫、ミステリアス・プレス文庫6） 1989
- 『グリーンフィンガー』（ジュリアン・ラズボーン、新潮社、新潮文庫） 1989
- 『フェアウェイの悩める警部』（バリー・コーク、早川書房、ハヤカワ・ミステリ文庫） 1990
- 『謎めく孤島の警部』（バリー・コーク、早川書房、ハヤカワ・ミステリ文庫） 1991
- 『悪夢のバカンス』上・下（シャーリー・コンラン、新潮社、新潮文庫） 1991
- 『シスターズ・イン・クライム』（マリリン・ウォレス編、共訳、早川書房、ハヤカワ・ミステリ文庫） 1991
- 『シスターズ・イン・クライム2 - 優しすぎる妻』（マリリン・ウォレス編、共訳、早川書房、ハヤカワ・ミステリ文庫） 1992
- 『パリに恋した猫』（ピーター・ゲザーズ、二見書房） 1992
- 『ボルドー・ワイン』（デイヴィッド・ペパーコーン、山本博共訳、鎌倉書房、ポケット・ブック） 1993
のち『ボルドー・ワイン』（デイヴィッド・ペッパーコーン、山本博監訳、大野尚江共訳、早川書房、ハヤカワ・ワインブック） 1999
のち『ボルドー・ワイン』（デイヴィッド・ペッパーコーン、山本博監訳、大野尚江, 藤沢邦子, 波多野正人共訳、早川書房、ハヤカワ・ワインブック) 2006
- 『嘆きの雨』（マリリン・ウォレス、早川書房、ハヤカワ・ミステリ文庫） 1993
- 『狂気のざわめき』（マーティン・クラリッジ、新潮社、新潮文庫） 1993
- 『ふたりのゾーイ』（パム・コンラッド、新潮社） 1994
- 『デジタルの秘法』（キャサリン・ネヴィル、文芸春秋、文春文庫） 1995
- 『宝石商の猫』（ウィリアム・L・デアンドリア他、共訳、二見書房、二見文庫、ザ・ミステリ・コレクション、猫の事件簿シリーズ) 1995
- 『隠れ家』（ロバート・J・ランディージ,マリリン・ウォレス編、共訳、扶桑社、扶桑社ミステリー、PWA+シスターズ・イン・クライム傑作選2) 1995
- 『アガタイトの葬列』（クレイ・レイノルズ、新潮社、新潮文庫） 1995
- 『殺人台本』上・下（R・コナリー、講談社、講談社文庫） 1997
- 『死の飛行』（エド・ゴーマン編、沢川進ほか共訳、扶桑社、扶桑社ミステリー、現代ミステリーの至宝2） 1997
- 『愛の殺人』（オットー・ペンズラー編、倉橋由美子共訳、早川書房、ハヤカワ・ミステリ文庫） 1997
- 『森へ : 少女ネルの日記』（ジーン・ヘグランド、早川書房） 1997
- 『大いなる離婚』（ヴァレリー・マーティン、文藝春秋、文春文庫） 1997
- 『執念』（ロン・ハンセン、講談社、講談社文庫） 1999
- 『出口なき荒野』（チャールズ・トッド、扶桑社、扶桑社ミステリー） 1999
- 『ロスト・ジェネレーションの食卓 : 偉大な作家・芸術家たちは何を食べたのか』（スザンヌ・ロドリゲス=ハンター、山本博監訳、早川書房） 2000
- 『女性キャスター』（メアリ・ジェイン・クラーク、講談社、講談社文庫） 2000
- 『墜落のある風景』（マイケル・フレイン、東京創元社、創元推理文庫） 2001
- 『炎の翼』（チャールズ・トッド、扶桑社、扶桑社ミステリー） 2001
- 『天球の調べ』（エリザベス・レッドファーン、新潮社） 2002
- 『緊急報道』（メアリ・ジェイン・クラーク、講談社、講談社文庫） 2002
- 『ベル・カント』（アン・パチェット、早川書房） 2003
- 『リッツ・パリのカクテル物語』（コリン・ピーター・フィールド、植田洋子絵、山本博共訳、里文出版） 2003
- 『マローン御難』（クレイグ・ライス、早川書房、ハヤカワ・ミステリ文庫） 2003
- 『子猫探偵ニックとノラ : The Cat has Nine Mysterious Tales』（ジャン・グレープ他、木村仁良編、中井京子共訳、光文社、光文社文庫、『ジャーロ』傑作短編アンソロジー2) 2004
- 『夜明けのフロスト』（R・D・ウィングフィールド他著、木村仁良編、芹澤恵共訳、光文社 (光文社文庫、『ジャーロ』傑作短編アンソロジー3) 2005
- 『暴徒裁判』（クレイグ・ライス、早川書房、ハヤカワ・ミステリ文庫） 2005
- 『Bordeaux : ボルドー格付シャトー60 : grands crus classes 1855 - 2005』（ヒュー・ジョンソン,ジャン=ポール・カウフマン,デューイ・マーカム・ジュニア,コルネリス・ファン・レーウェン,フランク・フェラン、クリスチャン・サラモン撮影、山本博共訳、ワイン王国） 2005
- 『ノー・セカンドチャンス』上・下（ハーラン・コーベン、ランダムハウス講談社） 2005
- 『ホロスコープは死を招く』（アン・ペリー編著、ピーター・トレメインほか、ソニー・マガジンズ、ヴィレッジブックス） 2006
- 『イノセント』上・下（ハーラン・コーベン、ランダムハウス講談社） 2006
- 『殺しが二人を別つまで』（ハーラン・コーベン編、共訳、早川書房、ハヤカワ・ミステリ文庫） 2007
- 『フィリップ・マーロウの事件』（レイモンド・チャンドラー他、稲葉明雄共訳、早川書房、ハヤカワ・ミステリ文庫） 2007
- 『ボーンズ : 深く葬られし者』（マックス・アラン・コリンズ、角川書店、角川文庫） 2008
- 『ル・ドメーヌ・ド・ラ・ロマネ・コンティ』（ゲルト・クラム、ヤン・バーテルスマン写真、山本博監訳、大野尚江共訳、ワイン王国） 2008
- 『ポーに捧げる20の物語』（スチュアート・M・カミンスキー編、延原泰子共訳、早川書房、Hayakawa pocket mystery books.1831） 2009
- 『夜明けを待ちわびて』（J・R・ウォード、ハーレクイン、MIRA文庫JW01-01） 2012
- 『紅いドレスは涙に濡れて』（キャット・マーティン、ハーレクイン、Mira文庫KM01-09） 2012
- 『名前をなくした貴公子』（ルイーズ・アレン、ハーレクイン、ハーレクイン・ヒストリカル・スペシャルPHS74） 2013
- 『とらわれて夏』（ジョイス・メイナード、イースト・プレス） 2014
- 『悪しき貴族は乙女をさらう』（アン・スチュアート、ハーレクイン、MIRA文庫AS01-14、愛と享楽のローハン子爵家） 2014
- 『無慈悲な王に手折られし薔薇』（アン・スチュアート、ハーレクイン、MIRA文庫AS01-13、愛と享楽のローハン子爵家） 2014
- 『妻の沈黙』（A・S・A・ハリスン、早川書房、ハヤカワ・ミステリ文庫HM406-1） 2014
- 『幾度もの季節を重ね』（リンダ・ウィンステッド・ジョーンズ、ハーレクイン、MIRA文庫LJ02-02） 2015
- 『獣狩り』（スチュアート・マクブライド、ハーパーコリンズ・ジャパン、ハーパーBOOKS） 2015
- 『亡者のゲーム』（ダニエル・シルヴァ、ハーパーコリンズ・ジャパン、ハーパーBOOKS） 2015
- 『街への鍵』（ルース・レンデル、早川書房、HAYAKAWA POCKET MYSTERY BOOKS1898） 2015
- 『アンネ・フランクの密告者 最新の調査技術が解明する78年目の真実』（ローズマリー・サリヴァン、ハーパーコリンズ・ジャパン） 2022

### サラ・パレツキー
- 『サマータイム・ブルース』（サラ・パレツキー、早川書房 (ハヤカワ・ミステリ文庫) 1985、のち新版 2010 (ハヤカワ・ミステリ文庫HM104-20)
- 『センチメンタル・シカゴ』（サラ・パレツキー、早川書房、ハヤカワ・ミステリ文庫） 1986
- 『レイクサイド・ストーリー』（サラ・パレツキー、早川書房、ハヤカワ・ミステリ文庫） 1986
- 『レディ・ハートブレイク』（サラ・パレツキー、早川書房、ハヤカワ・ミステリ文庫） 1988
- 『ダウンタウン・シスター』（サラ・パレツキー、早川書房、ハヤカワ・ミステリ文庫） 1990
- 『バーニング・シーズン』（サラ・パレツキー、早川書房、ハヤカワ・ミステリ文庫） 1991
- 『ウーマンズ・アイ』上・下（サラ・パレツキー編、共訳、早川書房、ハヤカワ・ミステリ文庫） 1992
- 『バースデイ・ブルー』（サラ・パレツキー、早川書房、Hayakawa novels） 1994、ハヤカワ・ミステリ文庫 1999
- 『ヴィク・ストーリーズ』（サラ・パレツキー、早川書房、ハヤカワ・ミステリ文庫） 1994
- 『ガーディアン・エンジェル』（サラ・パレツキー、早川書房、Hayakawa novels） 1992、ハヤカワ・ミステリ文庫 1996
- 『ゴースト・カントリー』（サラ・パレツキー、早川書房） 1998、ハヤカワ・ミステリ文庫 2000
- 『ウーマンズ・ケース』上・下（サラ・パレツキー編、共訳、早川書房、ハヤカワ・ミステリ文庫） 1998
- 『ハード・タイム』（サラ・パレツキー、早川書房、Hayakawa novels） 2000、ハヤカワ・ミステリ文庫 2004
- 『ビター・メモリー』（サラ・パレツキー、早川書房、Hayakawa novels） 2002、 ハヤカワ・ミステリ文庫（上・下） 2006
- 『探偵稼業はやめられない : 女探偵vs.男探偵』（サラ・パレツキー他、共訳、光文社、光文社文庫、『ジャーロ』傑作短編アンソロジー1） 2003
- 『ブラック・リスト』（サラ・パレツキー、早川書房、Hayakawa novels） 2004、ハヤカワ・ミステリ文庫 2007
- 『ウィンディ・ストリート』（サラ・パレツキー、早川書房、Hayakawa novels） 2006、ハヤカワ・ミステリ文庫 2008
- 『ブラッディ・カンザス』（サラ・パレツキー、早川書房、Hayakawa novels） 2009
- 『ミッドナイト・ララバイ』（サラ・パレツキー 、早川書房、ハヤカワ・ミステリ文庫HM104-21） 2010
- 『沈黙の時代に書くということ : ポスト9・11を生きる作家の選択』（サラ・パレツキー、早川書房） 2010
- 『ウィンター・ビート』（サラ・パレツキー、早川書房、ハヤカワ・ミステリ文庫HM104-22） 2011
- 『アンサンブル』（サラ・パレツキー、早川書房、ハヤカワ・ミステリ文庫HM 104-23） 2012
- 『ナイト・ストーム』（サラ・パレツキー、早川書房、ハヤカワ・ミステリ文庫HM 104-24） 2012
- 『セプテンバー・ラプソディ』（サラ・パレツキー、早川書房、ハヤカワ・ミステリ文庫HM104-25） 2015
- 『カウンター・ポイント』（サラ・パレツキー、早川書房、ハヤカワ・ミステリ文庫） 2016
- 『フォールアウト』（サラ・パレツキー、早川書房、ハヤカワ・ミステリ文庫） 2017
- 『クロス・ボーダー』（サラ・パレツキー、早川書房、ハヤカワ・ミステリ文庫） 2021
- 『ペインフル・ピアノ』（サラ・パレツキー、早川書房、ハヤカワ・ミステリ文庫） 2022

### ピーター・ラヴゼイ
- 『苦い林檎酒』（ピーター・ラヴゼイ、早川書房、ハヤカワ・ミステリ文庫） 1987
- 『殿下と騎手』（ピーター・ラヴゼイ、早川書房、ハヤカワ・ミステリ文庫） 1989
- 『つなわたり』（ピーター・ラヴゼイ、早川書房、ハヤカワ・ミステリ文庫） 1990
- 『最後の刑事』（ピーター・ラヴゼイ、早川書房、Hayakawa novels） 1993、のちハヤカワ・ミステリ文庫 1996
- 『猫の事件簿 : ネコ派のためのミステリ短編集』（ピーター・ラヴゼイ他、共訳、二見書房、二見文庫、ザ・ミステリ・コレクション） 1994
- 『単独捜査』（ピーター・ラヴゼイ、早川書房、Hayakawa novels） 1995、のちハヤカワ・ミステリ文庫 1999
- 『バースへの帰還』（ピーター・ラヴゼイ、早川書房） 1996、のちハヤカワ・ミステリ文庫 2000
- 『猟犬クラブ』（ピーター・ラヴゼイ、早川書房、Hayakawa novels） 1997、のちハヤカワ・ミステリ文庫 2001
- 『暗い迷宮』（ピーター・ラヴゼイ、早川書房、Hayakawa novels） 1998、のちハヤカワ・ミステリ文庫 2003
- 『地下墓地』（ピーター・ラヴゼイ、早川書房、Hayakawa novels） 1999、のちハヤカワ・ミステリ文庫 2004
- 『服用量に注意のこと』（ピーター・ラヴゼイ、中村保男共訳、早川書房、ハヤカワ・ミステリ文庫） 2000
- 『死神の戯れ』（ピーター・ラヴゼイ、早川書房、ハヤカワ・ミステリ文庫） 2002
- 『最期の声』（ピーター・ラヴゼイ、早川書房、Hayakawa novels） 2004、のちハヤカワ・ミステリ文庫 2007
- 『漂う殺人鬼』（ピーター・ラヴゼイ、早川書房、Hayakawa novels） 2005、のちハヤカワ・ミステリ文庫 2008
- 『殺人作家同盟』（ピーター・ラヴゼイ、早川書房、Hayakawa novels） 2007
- 『処刑人の秘めごと』（ピーター・ラヴゼイ、早川書房、Hayakawa novels） 2008

### キャスリーン・レイクス / キャシー・ライクス
- 『既死感』上・下（キャスリーン・レイクス、角川書店） 1998、のち角川文庫 2001
- 『死の序列』（キャスリーン・レイクス、角川書店） 2000
- 『骨と歌う女』（キャシー・ライクス、講談社、講談社文庫） 2004
- 『ボーンズ : 命の残骸が放つ真実』（キャシー・ライクス、イースト・プレス） 2009
- 『ボーンズ : 「キリストの骨」に刻まれた秘密』（キャシー・ライクス、イースト・プレス） 2010

### アガサ・クリスティ
- 『書斎の死体』（アガサ・クリスティー、早川書房、ハヤカワ文庫、クリスティー文庫36） 2004
- 『オリエント急行の殺人』（アガサ・クリスティー、早川書房、クリスティー・ジュニア・ミステリ2） 2007
- 『アガサ・クリスティーの秘密ノート』上・下（アガサ・クリスティー/ジョン・カラン、羽田詩津子共訳、早川書房、ハヤカワ文庫、クリスティー文庫101・102） 2010
- 『五匹の子豚』（アガサ・クリスティー、早川書房、ハヤカワ文庫、クリスティー文庫21(ポアロ)） 2010
- 『オリエント急行の殺人』（アガサ・クリスティー、早川書房、ハヤカワ文庫、クリスティー文庫8(ポアロ)） 2011
- 『ポケットにライ麦を』（アガサ・クリスティー、早川書房、ハヤカワ文庫、クリスティー文庫40） 2020
- 『ハロウィーン・パーティ』（アガサ・クリスティー、早川書房、ハヤカワ文庫、クリスティー文庫31） 2023

### デヴィッド・ヒューソン
- 『死者の季節』上・下（デヴィッド・ヒューソン、ランダムハウス講談社） 2006
- 『ヴェネツィアの悪魔』上・下（デヴィッド・ヒューソン、ランダムハウス講談社） 2007
- 『生贄たちの狂宴』上・下（デヴィッド・ヒューソン、ランダムハウス講談社） 2007
- 『聖なる比率』上・下（デヴィッド・ヒューソン、ランダムハウス講談社） 2008
- 『蜥蜴の牙』上・下（デヴィッド・ヒューソン、武田ランダムハウスジャパン、RHブックス+プラス ヒ1-9) 2010
- 『キリング 1 (事件)』（デイヴィッド・ヒューソン、ソーラン・スヴァイストロップ原作、早川書房、ハヤカワ・ミステリ文庫HM388-1) 2013
- 『キリング 2 (捜査)』（デイヴィッド・ヒューソン、ソーラン・スヴァイストロップ原作、早川書房、ハヤカワ・ミステリ文庫HM388-2) 2013
- 『キリング 3 (逆転)』（デイヴィッド・ヒューソン、ソーラン・スヴァイストロップ原作、早川書房、ハヤカワ・ミステリ文庫HM388-3) 2013
- 『キリング 4 (解決)』（デイヴィッド・ヒューソン、ソーラン・スヴァイストロップ原作、早川書房、ハヤカワ・ミステリ文庫HM388-4) 2013

### メアリ・バログ
- 『ただ忘れられなくて』（メアリ・バログ、ヴィレッジブックス、ヴィレッジブックス） 2007
- 『ただ愛しくて』（メアリ・バログ、ヴィレッジブックス、ヴィレッジブックス） 2008
- 『婚礼は別れのために』（メアリ・バログ、ヴィレッジブックス、ヴィレッジブックスF-ハ11-5） 2011
- 『ただ魅せられて』（メアリ・バログ、ヴィレッジブックス、ヴィレッジブックスF-ハ11-6） 2012
- 『うたかたの誓いと春の花嫁』（メアリ・バログ、原書房、ライムブックス バ2-1） 2013
- 『麗しのワルツは夏の香り』（メアリ・バログ、原書房、ライムブックス バ2-2） 2013
- 『秘密の真珠に』（メアリ・バログ、原書房、ライムブックス バ2-3） 2014
- 『春の予感は突然に』（メアリ・バログ、原書房、ライムブックス バ2-5） 2015

### ジェシカ・ベック
- 『午前二時のグレーズドーナツ』（ジェシカ・ベック、原書房、コージーブックス ベ1-1、ドーナツ事件簿1） 2012
- 『動かぬ証拠はレモンクリーム』（ジェシカ・ベック、原書房、コージーブックス ベ1-2、ドーナツ事件簿2） 2012
- 『雪のドーナツと時計台の謎』（ジェシカ・ベック、原書房、コージーブックス ベ1-3、ドーナツ事件簿3） 2013
- 『エクレアと死を呼ぶ噂話』（ジェシカ・ベック、原書房、コージーブックス ベ1-4、ドーナツ事件簿4） 2014
- 『誘拐されたドーナツレシピ』（ジェシカ・ベック、原書房、コージーブックス ベ1-5、ドーナツ事件簿5） 2014